# Pokoli igazság
A Pokoli igazság (eredeti cím: Direct Contact) 2009-ben bemutatott amerikai akciófilm, melyet a Nu Image készített. A főszerepben Dolph Lundgren, Michael Paré, Gina May és Bashar Rahal látható. A film 2009. június 2-án jelent meg DVD-n az Egyesült Államokban.
A projektet Bulgáriában forgatták.

## Cselekmény
|  | Alább a cselekmény részletei következnek! |

A helyszín Kelet-Európa. A bebörtönzött Mike Rigginsnek (Dolph Lundgren), egy volt amerikai különleges erőknél dolgozó férfinak szabadságot és pénzt ajánlanak fel, amennyiben megment egy amerikai nőt, Ana Gale-t, akit egy könyörtelen hadúr elrabolt. Viszont, miután kiszabadítja a nőt, Mike felfedezi, hogy az elrablás csak egy elterelő hadművelet volt. Rigginsre a könyörtelen kormány emberei, katonák, és alvilági szervezetek vadásznak – közülük mindenki holtan akarja őt látni, Ana-t pedig a saját érdekeikből akarják elfogni. Mike senkihez sem fordulhat, így magának kell felfednie az igazságot Ana-ról, és biztonságba eljuttatni a nőt az amerikai nagykövetséghez.

## Szereplők
- Dolph Lundgren – Mike Riggins
- Michael Paré – Clive Connelly
- Gina May – Ana Gale
- Bashar Rahal – Drago generális
- James Chalke – Trent Robbins
- Vladimir Vladimirov – Vlado
- Raicho Vasilev – Boris

## Fordítás
- Ez a szócikk részben vagy egészben  a   Direct Contact című angol Wikipédia-szócikk ezen változatának fordításán alapul.  Az eredeti cikk szerkesztőit annak laptörténete sorolja fel. Ez a jelzés csupán a megfogalmazás eredetét és a szerzői jogokat jelzi, nem szolgál a cikkben szereplő információk forrásmegjelöléseként.